# Contea di Boddington
La contea di Boddington è una delle cinque Local Government Areas che si trovano nella regione di Peel, in Australia Occidentale. Essa si estende su di una superficie di circa 1.900 chilometri quadrati ed ha una popolazione di 1.379 abitanti.
Il capoluogo è Boddington e tra le altre località vi è Marradong.